# Bray Wyatt
Windham Lawrence Rotunda (23. května 1987 – 24. srpna 2023) byl americký profesionální wrestler, který naposledy působil ve společnosti World Wrestling Entertainment (WWE), pod přezdívkou Bray Wyatt.
Byl již třetí generací profesionálních zápasníků v rodině. Kráčí ve šlépějích svého dědy Blackjacka Mulligana (1942–2016), otce Mike Rotundy (* 1958) a svých dvou strýců Barryho (* 1960) a Kendalla (* 1967) Windhamových. Jeho mladší bratr Taylor Rotunda (1990) působí také ve WWE pod ringovým jménem Bo Dallas.

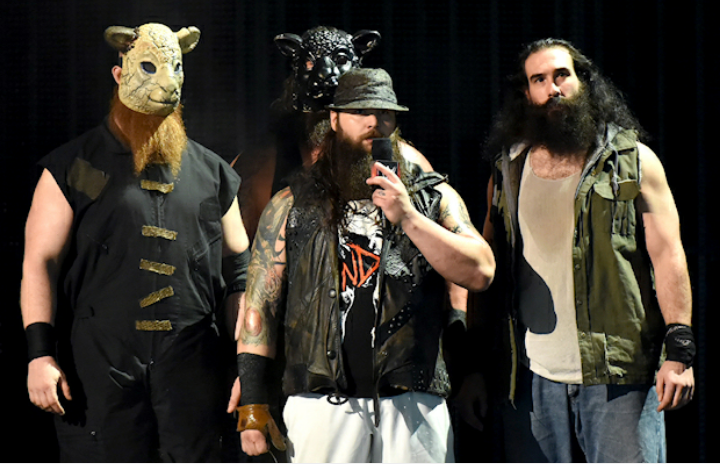
Kompletní The Wyatt Family

## Kariéra
Debut ve WWE zažil 4. října jako člen frakce The Nexus pod jménem Husky Harris. V tomto zápase pomohl Wadu Barretovi vyhrát zápas nad Johnem Cenou. V roce 2011 se vrátil do FCW. O rok později představil v FCW, svoji frakci The Wyatt Family, která byla složená z jeho, Luka Harpera, Erika Rowena a později i Brauna Strowmana. Svůj první World Title získal na eventu Elimination Chamber 2017. WWE opustil v roce 2017. Po nějakém čase se vrátil, aby pomohl svému kolegovi Mattu Hardymu. Zúčastnil se WrestleManie 34. Později s ním působil i v týmu. V roce 2019 debutoval pod pseudonymem The Fiend a 31. října vyhrál Universal title, když porazil Setha Rollinse. O titul přišel po porážce s Romanem Reignsem 30. srpna 2020. V červnu 2021 byl z WWE propuštěn, vrátil se v říjnu 2022 na eventu Extreme Rules. Svůj poslední zápas měl na Royal Rumble 2023 proti LA Knightovi, tento zápas vyhrál. V WWE se od té doby neobjevoval. Spekulovalo se o zranění, či o psychických problémech způsobených smrtí jeho blízkého přítele a spolupracovníka Joe Hubera (známého pod přezdívkou Luke Harper a v AEW následně jako Brodie Lee) avšak žádné z těchto spekulací se nakonec nepotvrdily.

## Smrt
Dne 24. srpna 2023 ráno navštívil Windham doktora, který na něj naléhal, aby u sebe nosil defibrilátor, kvůli jeho srdečním problémům. Po návratu domů oznámil, že si jde na chvíli zdřímnout, avšak již se neprobral. Zemřel ve spánku na infarkt po jeho léčení se s covidem-19 a zhoršujícím se stavem srdečních problémů.
Oznámil to Triple H na svém profilu X. Dle zdrojů se ale blížil jeho návrat do ringu.
Soustrast k jeho úmrtí vyjádřili například Triple H, Alexa Bliss, Matt Hardy, Mick Foley, The Rock, Kane nebo také Ric Flair.

## Získané tituly
- WWE
  - WWE Championship (1krát)
  - WWE Universal Championship (2krát)
  - WWE Raw Tag Team Championship (1krát) s Mattem Hardym
  - WWE SmackDown Tag Team Championship (1krát) s Randym Ortonem a Lukem Harperem
  - Elimination Chamber (2017)
  - FCW Florida Tag Team Championship (2krát)